# Zbiornik Murowaniec
Zbiornik Murowaniec – zbiornik retencyjny na Wysoczyźnie Kaliskiej, na Swędrni o powierzchni  69,60 ha, w województwie wielkopolskim, w powiecie kaliskim, w gminie Koźminek, wybudowany w latach 2002–2004 na gruntach wsi Murowaniec, 2 km na północny zachód od Koźminka i 14 km na północny wschód od Kalisza; pełni funkcje retencyjne dla Kaliskiego Węzła Wodnego oraz rekreacyjne; na północ od zbiornika leżą wsie letniskowe Krzyżówki i Młynisko; gospodarstwa agroturystyczne.